# Моисеевы
Моисе́евы — дворянский род.
Происходит от Ивана Афанасьевича Моисеева, в 1654 году написанного в Курской десятне с поместным окладом.
Род Моисеевых внесён в VI часть дворянской родословной книги Курской губернии.

## Описание герба

#### Герб Моисеевых 1785 г.
В Гербовнике Анисима Титовича Князева имеется изображение печати с гербом Петра Петровича Моисеева и не имеющая ничего общего с официально утвержденными гербами: в щите, имеющем красное поле, изображено серебряное орлиное крыло с лапой, с левой части которого примыкает лапчатый крест. Щит увенчан коронованным дворянским шлемом. Нашлемник: три страусовых пера. Цветовая гамма намёта не определена. Клейнод отсутствует.

#### Герб. Часть VII. № 107.
Щит разделён горизонтально на две части, из коих в верхней, в красном поле, крестообразно означены шпага, стрела и копьё серебряные, остриями обращённые: шпага вниз, а стрела и копьё вверх. В нижней части в голубом поле изображены два золотых хлебных снопа.
Щит увенчан дворянским шлемом и короной со страусовыми перьями. Намёт на щите голубой и красный, подложенный золотом и серебром.

#### Герб. Часть XVII. № 29.
Герб коллежского советника Николая Моисеева: щит украшен ромбами голубого и золотого цветов. В серебряной главе щита накрест две черные сабли остриями вниз. Над щитом дворянский коронованный шлем. Нашлемник — два орлиных крыла: правое — голубое, левое — золотое, между ними чёрная граната с красным пламенем. Намёт голубой с золотом.
Родовая ветвь
Фамильный герб Моисеева фон Шварцбург-Рудольштадт Валентина Дмитриевича
Оскочкой щит разделен и покрыт узким синим, золотым и черным косым крестом, доходящим до основакия щита. Левая половина поля 1 и 4 в подоше черный орел в золотой броне и с красным языком; пола 2 и 3: в серебре рона базнородного оленя с тремя боковыми и тремя верхними концами. Правая половина поля 1 и 4: шахматное деление 12 клеток в 4 ряда красные и серебряные; поли 2 и 3 красным цветом над четырьмя золотыми волосами изображен золотой двухвостый лев с красным языком и доспехами. Основание щита: регалиеншильд из серебра па-за горного полка и собственной добычи серебра в лордстве Лейхтенберг. Щит сердца левой половины щита: золотой лев, обращенный вперед, с золотой короной, красными языками и двойным хвостом синего цвета. Щит сердца правой половины щита: пересечен на красное и синее поле, в верхнем крестообразно шпаза, стрела и конье серебряные, остроконечиями обращенные шнага анна, а стрела и копье вверх, в нижнем поле два золотых хлебных скопа. Средний гербовый щит в пурпурном поле летящая серебряная сова с распростертыми крыльями, держащая в лавах оливковую ветвь натурального цвет, кайма золотая, Намёт пурпурный, подложенный золотом и серебром. Щитодержатель герба слева лев, справа медведь. Под щитом девиз: «Origines tuas cognosce et viam tuam invenies» чёрными буквами на золотой ленте.

## Известные представители
- Моисеев Гаврила — воевода на Мезени (1618)[3].
- Моисеев Архип Терентьевич — дьяк (1697)[4].
- Митрофан Моисеев — генерал, землепроходец.
- Георгий Митрофанович Моисеев — полковник лейб-гвардии казачьего полка.